# Nambumin-dong
Nambumin-dong (koreanska: 남부민동) är en stadsdel i staden Busan i den sydöstra delen av Sydkorea, 300 km sydost om huvudstaden Seoul. Den ligger i stadsdistriktet Seo-gu.
Här ligger Sydkoreas största fiskmarknad, Busan Cooperative Fish Market. Drygt 30% av landets fiskproduktion passerar genom marknaden.

## Indelning
Administrativt är Nambumin-dong indelat i:
| Namn      | Namn                | Yta km² | Invånare 31 dec 2018 |
| --------- | ------------------- | ------- | -------------------- |
| 남부민1동 | Nambumin 1(il)-dong | 0,37    | 5 412                |
| 남부민2동 | Nambumin 2(i)-dong  | 0,72    | 10 544               |